# Feux de forêt de l'été 2007 en Grèce
Une série d'importants feux de forêts est survenue en différents endroits de Grèce durant l'été 2007 jusqu'à ce qu'ils soient sous contrôle début septembre. Le feu le plus important et le plus destructeur est apparu le 23 août. Il s'est rapidement propagé et resta incontrôlable jusqu'au 27 août. Les feux affectèrent l'ouest et le sud du Péloponnèse et le sud de l'Eubée. Pour le seul mois d'août, il y eut 67 morts. Au total 84 personnes perdirent la vie à cause des feux, dont plusieurs pompiers,,.
Certains de ces incendies seraient le résultat d'incendies criminels alors que d'autres seraient le résultat de négligences. L'été 2007 en Grèce fut sans précédent dans l'histoire récente avec trois vagues de chaleurs à plus de 40 °C et une grande sécheresse. De la fin juin à début septembre, plus de 3 000 feux de forêt ont été enregistrés à travers le pays. 
Un total de 2 700 kilomètres carrés de forêts, d'oliveraies et de terres agricoles ont été détruites dans les incendies, ce qui fait de l'été 2007 la pire saison de feux au cours des cinquante dernières années en Grèce,. Sur les 2 700 km2, 1 500 km2 de forêt ont été détruits dans le sud de la Grèce. L'incendie a détruit 1 000 maisons et 1 100 autres bâtiments. Et il a endommagé des centaines d'autres.

## Fil des événements

### Juin
Le premier feu majeur de l'été 2007 débute le 28 juin 2007. Il semble avoir été déclenché par des pyromanes ou l'explosion d'un pylône électrique. Une partie significative du parc national du Parnès a été détruit, et au total, le feu a brûlé 63,6 km2 de la forêt nationale en quelques jours. Sur le mont Parnès, 153 km2 de forêt ont brûlé, ce qui en fait l'un des pires feux de forêts enregistrés dans l'Attique depuis les feux de juillet 1995 dans le Pentélique.  
L'ampleur des destructions fut considérable et des études environnementales en Grèce signale que le micro-climat athénien se réchauffera de manière significative pendant la saison estivale. Le mont Parnès est considéré comme le poumon d'Athènes. Les zones du mont Pélion, de la ville d'Agia et Melivoia, Skourta, Dafniet Pyli sont également touchées.

### Juillet
Le 11 juillet 2007, un incendie a été déclenché dans une décharge près d’Agía Paraskeví et se propagea dans toute l'île de Skiathos. Les résidents et les touristes ont été évacués vers l'île de Troulos le temps que l'incendie soit éteint. 
Au 15 juillet, plus de cent feux ont été signalés notamment à Keratea, près d'Athènes, sur les îles d'Andros dans les Cyclades, d'Eubée, de Lesbos ou de Samos mais aussi en Crète ou à Céphalonie.
Au Péloponnèse autour du 20 juillet, un feu démarra dans les montagnes au-dessus de la ville d'Aigion et se propagea vers Diakopton et Akrata en détruisant des grandes zones de forêts et de terres cultivées. Sur ce feu, des villages furent partiellement ou complètement brûlés entrainant la perte de trois personnes, de dix églises et de 230 maisons. Un fermier de 26 ans et une femme de 77 ans furent arrêtés, soupçonnés d'incendies criminels à Aigion et Diakopton. Le fermier avoua et a été incarcéré.

### Août
Les incendies continuent le 17 août 2007, et commencent à toucher la périphérie d'Athènes. Le feu commence sur le mont Pentélique et traverse la banlieue. Plus d'une soixantaine d'engins, dix-neuf avions et hélicoptères, et des centaines de pompiers tout comme des riverains tentent de repousser les flammes. Les villes de Melisia, Vrilisia et Penteli sont sous le feu qui est éteint, une fois que le vent se calme.
Le 24 août 2007, des incendies se déclarent dans le Péloponnèse, l'Attique et l'Eubée. Dans le Péloponnèse, le feu brule plusieurs villages et tue soixante personnes. On déclare que six personnes ont été tuées dans la ville d'Areopoli. À Zacháro, une des zones les plus touchées, au moins trente personnes sont trouvées mortes par les pompiers alors qu'ils cherchaient des maisons ou des voitures incendiées.
Le Premier ministre  Kostas Karamanlis a déclaré l'état d'urgence pour le pays et sollicite l'aide des pays membres de l'Union européenne. Plusieurs pays répondent à l'appel et envoyèrent de l'aide. 500 soldats grecs supplémentaires ont été envoyés dans les zones affectées et 500 soldats grecs sont appelés ramenant le total à 1 000 militaires impliqués dans la lutte contre les incendies.
Le 25 août 2007, des incendies se déclarent dans le massif de l'Hymette et dans la banlieue nord-est d'Athènes à Filothéi. Les autorités ont déclaré que ces feux étaient d'origine criminelle puisque les pompiers ont trouvé de nombreuses bouteilles avec de l'essence dans les zones touchées. L'origine criminelle est aussi suspectée pour les feux du Péloponnèse, où plus de vingt départs de feux ont commencé en même temps. Deux incendies se déclarent à Keratea et un autre à Markopoulo Mesogaias dans l'Attique de l'Est le 25 août 2007. Le premier feu n'est pas sous-contrôle jusqu'au jour suivant, tandis que le second est rapidement éteint. Le feu de Keratea fait 12 km de long et un homme brûlé au second degré est hospitalisé.

#### Olympie

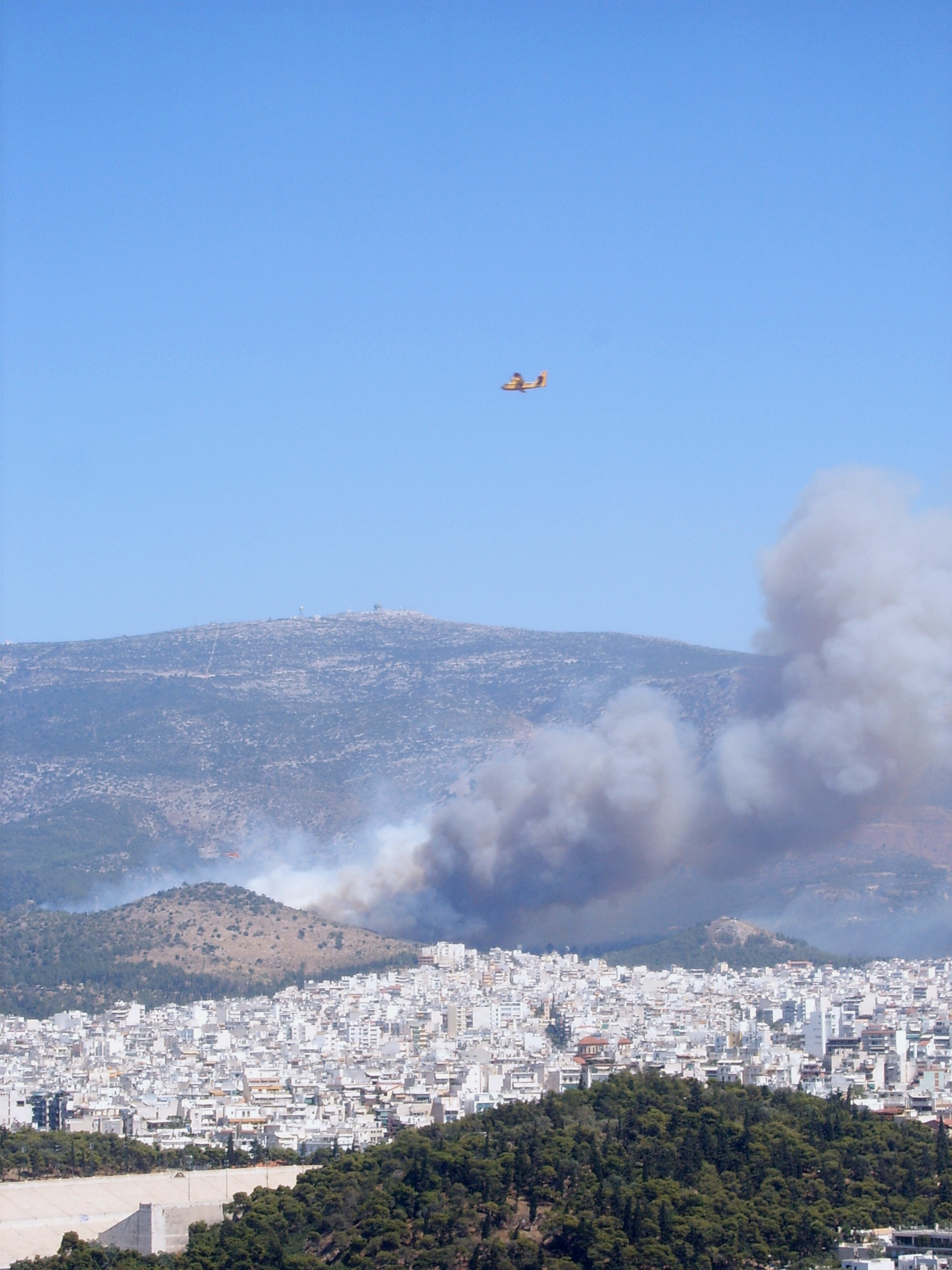
Canadair et incendie au nord d'Athènes le 16 juillet, vu depuis l'Acropole.

Olympie, site inscrit au patrimoine de l'humanité et lieu des jeux olympiques antiques, a été évacué le 26 août 2007. Des craintes furent exprimées pour la préservation des ruines de l'ancienne Olympie. La cour du musée fut touchée par les flammes mais la fameuse statue d'Hermès de Praxitèle et les antiquités alentour ne le furent pas,. Selon la déclaration officielle de l'ancien ministre de la Culture Georgios Voulgarakis, aucun dégât grave n'a été causé aux antiquités. Le feu brûla tous les arbres sur la colline au-dessus et une zone de broussailles adjacente à l'Académie olympique. Le feu n'endommagea pas le musée ou les structures antiques de la zone. « La zone Archéologique d'Olympie est demeurée intacte. » a déclaré M. Voulgarakis. La colline sacrée de Kronos a été totalement brûlée,. La colline se retrouve complètement noircie, mais sera bientôt replantée,. Le ministère de la Culture Michalis Liapis, nommé en septembre 2007, a déclaré que 3 200 arbustes et jeunes arbres seront replantés sur cette colline pour lui restaurer son aspect antérieur.

### Septembre
Les feux continuent début septembre. Le 1er septembre 2007, les pompiers combattent toujours un incendie important dans le Péloponnèse. Trois incendies persistent, avec une trajectoire destructive en Arcadie et sur le Parnon en Laconie. Le 3 septembre 2007 un impact de foudre déclenche un nouveau départ de feu sur le mont Vermion, mais il est circonscrit par les pompiers. Le bilan atteint 68 morts le 21 septembre.

## Aide internationale

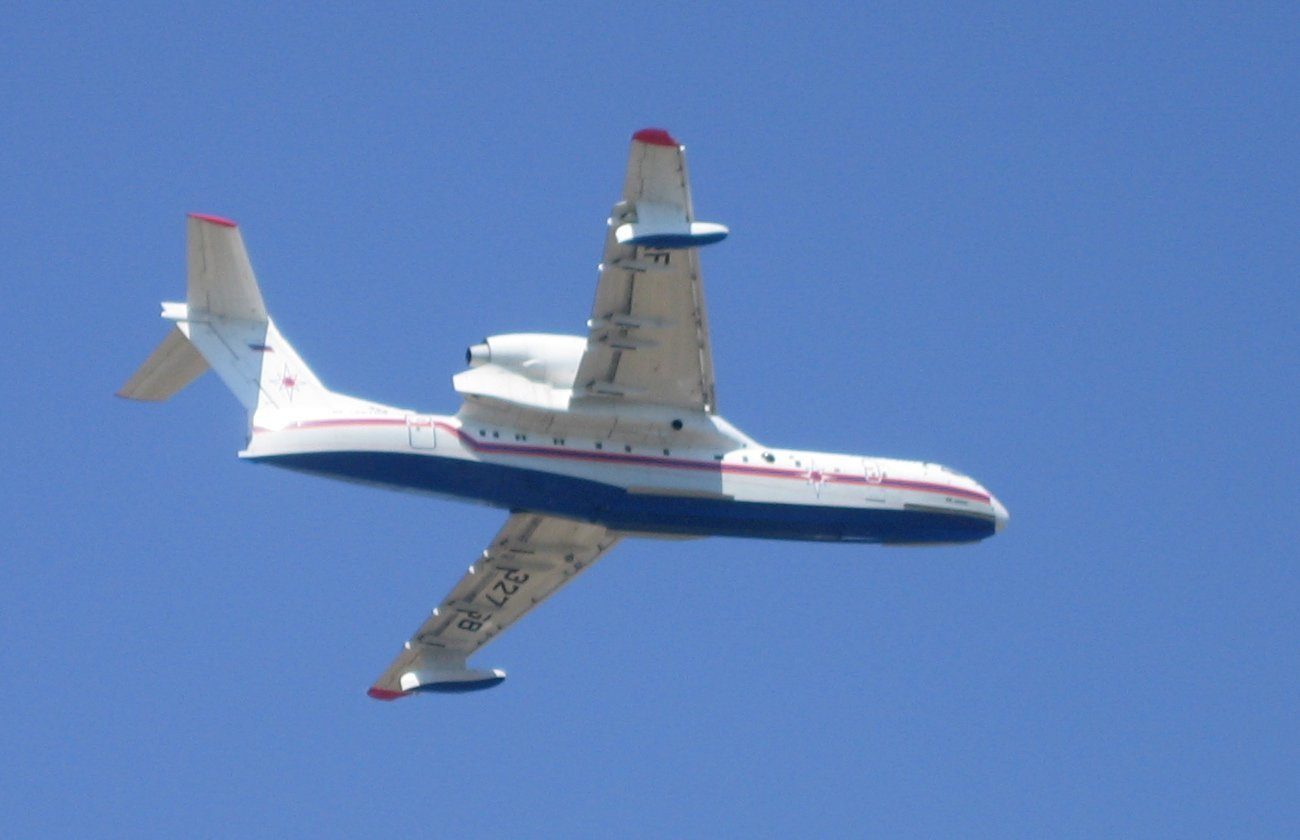
Un Be-200 russe opérant à Athènes.

Quand les feux d'août se déclarèrent le Premier ministre Kostas Karamanlis demanda de l'aide aux membres de l'Union européenne et d'autres pays. Les pays suivants apportèrent leur aide mais certaines offres ont été refusées :
- Allemagne – trois CH-53 hélicoptères transport d'eau[17],[18].
- Autriche – deux hélicoptères Agusta-Bell AB.212, trois avions Pilatus PC-6 et 20 pompiers[17].
- Croatie - deux Canadair CL-415[17].
- Chypre – douze véhicules de pompiers, 98 pompiers, 29 personnels de la défense civile[17],[18].
- Danemark – six véhicules de pompiers tout terrains qui peuvent supporter des pentes raides[17].
- Espagne – deux Canadair CL-215[17],[18],[19].
- États-Unis - moyens aériens, pompiers et véhicule de l'US Navy.
- France – quatre Canadair CL-215, 60 pompiers spécialisés dans les opérations en hélicoptère, six véhicules de pompiers[17],[18],[20].
- Hongrie – deux camions de pompiers, 18 pompiers, un docteur[17].
- Israël – trois hélicoptères et 55 pompiers[18],[21].
- Italie – un canadair[17],[18].
- Pays-Bas – trois hélicoptères Eurocopter AS-532 Cougar et 27 membres d'équipage[17],[18].
- Norvège – un hélicoptère Bell 214[17],[18],[22].
- Portugal – un Canadair CL-215 et 6 personnes d'équipage[17],[23].
- Roumanie – un  hélicoptère Mil Mi-17 avec neuf membres d'équipage et un avion[17],[18].
- Russie – cinq hélicoptères Kamov Ka-27, six hélicoptères Mil Mi-26, deux hélicoptères Mil Mi-8, et un avion Beriev Be-200[17],[23].
- Serbie – six PZL-Mielec M-18 Dromader et un Antonov An-2 avion bombardier d'eau, six véhicules de pompiers tout terrain et 55 pompiers. L'armée était en alerte pour apporter de l'aide. La ville de Novi Sad envoya une équipe de 11 pompiers[24],[25],[26].
- Slovénie – un hélicoptère transport d'eau[17],[18].
- Suède – un Bell 205 hélicoptère bombardier d'eau[27].
- Suisse – Quatre AS332 Super Puma hélicoptères transport/bombardier d'eau[17] des Forces aériennes suisses.
- Turquie – un avion bombardier d'eau[28].

## Liste des zones affectées
- Achaïa[29]
  - Aigion
  - Diakopto
  - Akrata
  - Leontio
  - Kalavryta
  - Kallithea, Achaea
  - Patras
- Étolie-Acarnanie
  - Astakós
  - Palaiochoraki Nafpaktias
- Îles de la mer Égée
  - Skiathos[9]
  - Lesbos[9]
  - Crète[9]
- Arcadie[29]
  - Anemodoúri
  - Leondári
  - Ákovos
  - Veligostí
  - Mallota
  - Manthyréa
- Zonde l'Attique
  - Athènes[30]
  - Grammatikó
  - Parnès[3]
  - Hymette
  - Pentélique[3]
  - Keratea
  - Lagonissi
- Corinthie[29]
  - Chiliomodi
  - Sofiko
  - Mapsos
- Nome d'Attique de l'Est
  - Kalyvia Thorikou
- Élide[30]
  - Ampelona
  - Olympie
  - Andrítsena
  - Chelidonio
  - Dafnoula
  - Phigalie
  - Giannitsochori
  - Koliri
  - Oléni
  - Pelopio
  - Pineia
  - Skillounta
  - Zacháro[30]
- Eubée[29],[30]
  - Alivéri
  - Amarynthos
  - Marmari
  - Styra
- Élide[29]
- Imathie
  - Mont Vermion
- Laconie[29]
  - Areópoli
  - Skala
  - Krokeés
  - Geraki
  - Geroliménas
  - Ítylo
- Messénie[29]
  - Kalamata
  - Filiatrá
  - Meligalás
  - Pylos[10]
  - Aetos
    - Christianous
    - Gargalianoi
- Nome de Phthiotide
  - Lianokladi

## Répercussions

### Conséquences

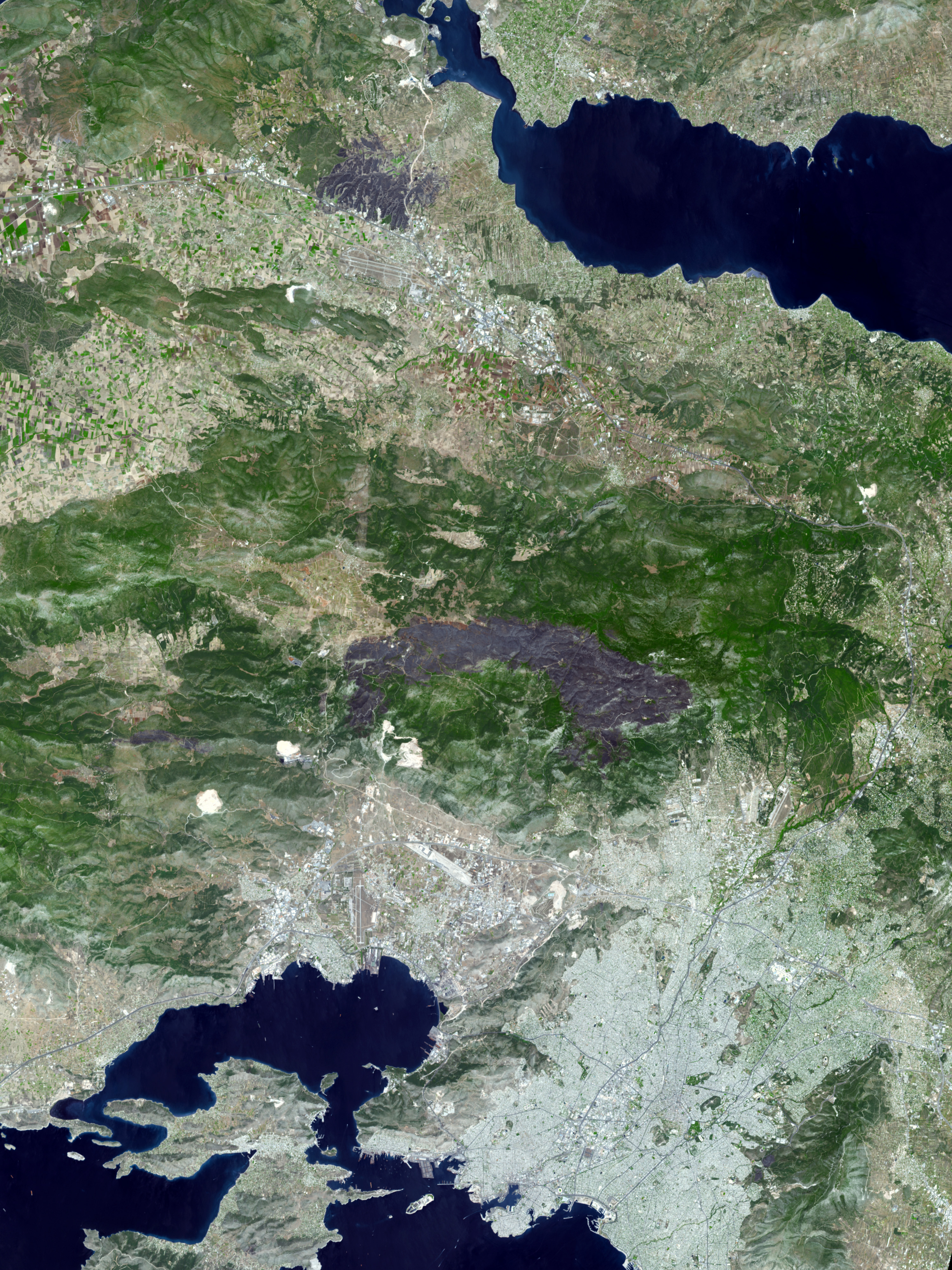
Vue de Parnitha un mois après un grand incendie.

Le 25 août, le championnat de Grèce de football et la Fédération de Grèce de football ont décidé de reporter les matchs du week-end en raison des incendies. La campagne électorale en cours a été suspendue ; le vote, par contre, a été maintenu aux dates prévues, en effet la constitution de la Grèce ne permet pas le report d'élections.
Les destructions causées par les feux auront un impact financier important pour les zones touchées. Le montant des destructions est estimé à deux milliards d'euros. Mais le montant cumulé en incorporant les pertes dues aux destructions des infrastructures agricoles et l'impact potentiellement négatif sur le tourisme est estimé à cinq milliards d'euros.
Le statut d'Olympie pour les Jeux olympiques d'été de 2008 comme site de la flamme olympique a été remis en question. Le comité olympique de Grèce, à propos du reboisement du site, a déclaré : « À moins que la situation ne s'améliore de façon spectaculaire, l'image d'Olympie constituera une diffamation mondiale pour la Grèce. »

### Aide financière
Du fait de l'ampleur de la destruction sans précédent, de nombreuses banques de crédit, des entreprises, des institutions et des administrations locales ont offert une quantité considérable d'argent pour aider les personnes et les entreprises qui ont souffert financièrement à cause des incendies. Le gouvernement a créé un fonds spécial dans toutes les banques grecques pour aider les personnes affectées par les incendies. De plus, l'aide financière de l'UE est attendue. Des formes d'assistance en nature sont aussi dispensées comme des plants d'oliviers apportés par une municipalité turque et des entrepreneurs turcs ou une collecte organisée à Mytilène. Le gouvernement grec prévoit de dépenser 645,7 millions d'euros (946,7 millions $) pour restaurer et réhabiliter les zones touchées par les feux. Cette somme sera fournie à la fois par l'Union européenne et le gouvernement grec. Le gouvernement a attribué 150 millions d'euros pour aider les personnes affectées par le feu à reconstruire leurs maisons et d'autres édifices. La rapidité de la réponse donnée sous la forme d'un plan d'aide directe sans formalités a conduit des fonctionnaires à déclarer un an après le désastre ; dans le cas des habitants d'Ileia, il leur a été notifié de rembourser les aides. Les partis d'opposition, pendant ce temps, accusèrent le gouvernement d'utiliser le plan d'aide pour acheter le vote des habitants durant la semaine précédant l'élection législative grecque de 2007.
Le gouvernement chypriote avec J&P ABAX se sont engagés à reconstruire la ville d'Artemida. Ils ont signé un contrat de 8,5 millions d'euros, qui comprend la construction de 80 structures dont 48 résidences. Le coût total du projet s'élèvera à 14,5 millions d'euros.
Le 20 février 2008, Michel Platini, le président de l'UEFA, remet à la fédération grecque de football un chèque d'un million de francs suisses pour aider à reconstruire les infrastructures de football endommagées par les incendies en Grèce l'été précédent.
L'Union européenne a offert 89,7 millions d'euros pour aider la Grèce à compenser le coût des incendies de forêt. La subvention sera utilisée pour rembourser le coût des services des secours, l'approvisionnement de logements temporaires, le nettoyage des zones touchées par le désastre, et le rétablissement des infrastructures de base nécessaire pour travailler. En outre, l'UE a créé une équipe de pompiers européenne de 600 personnes pour combattre les feux du continent en réponse aux incendies de forêt de l'été 2007 du sud de l'Europe.

### Reboisement

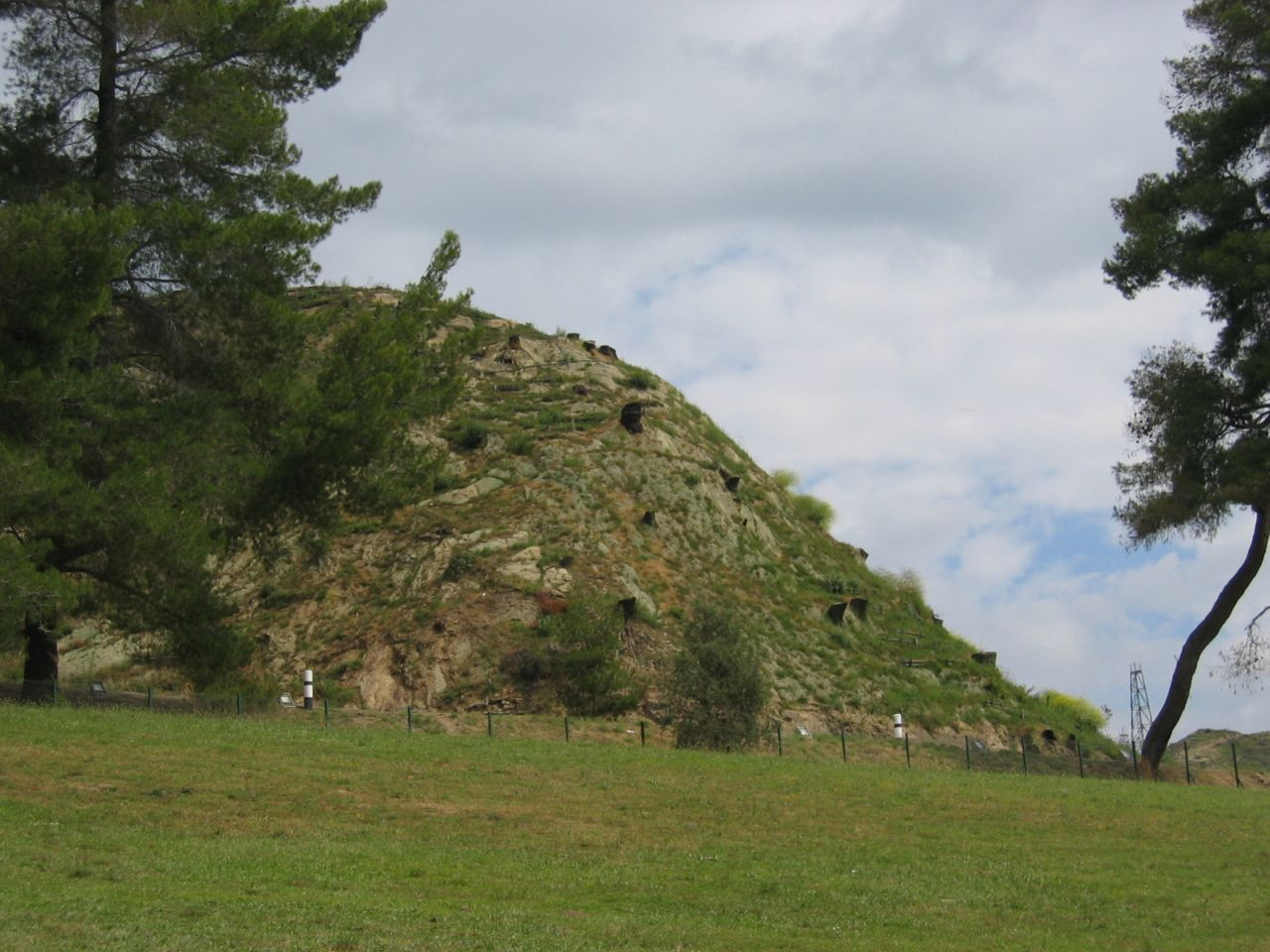
La colline de Kronos en mai 2008.

Le gouvernement grec a demandé aux autorités régionales de commencer le reboisement des zones brûlées par les feux de forêt
. De plus, le gouvernement sous Kostas Karamanlis a promis que toutes ces zones seraient restaurées et protégées d'un changement de statut. Le reboisement devait commencer en décembre 2007 après une étude par des experts forestiers. Le but était de mettre en place des mesures anti-érosion et de reboisement dans les préfectures les plus touchées de Arcadie, Achaïe, Ilia, Corinthe, Laconie, Messénie et Evia. La colline de Kronos qui a été complètement brûlée sera replantée de lauriers, de chênes, d'oliviers et d'autres espèces indigènes.